# Hank Zipzer
Hank Zipzer este un serial de televiziune pentru copii bazat pe o serie de cărți de Henry Winkler⁠(d). În serial este vorba despre un băiat de 12 ani pe nume Hank care suferă de dislexie. Spre deosebire de cărți, în care acțiunea are loc în America, acțiunea serialului are loc în Marea Britanie. Premiera serialului a avut loc pe 28 ianuarie 2014 pe CBBC, iar în România pe 8 martie 2015 pe Disney Channel.

## Personaje
- Nick James ca Hank Zipzer - personajul central care suferă de dislexie.
- Jayden Jean-Paul Denis ca Frankie - cel mai bun prieten al lui Hank.
- Chloe Wong (sezonul 1)/Alicia Lai (sezoanele 2-3) ca Ashley - cea mai bună prietenă a lui Hank și Frankie.
- Felicity Montagu ca Domnișoara Adolf - profesoara strictă a lui Hank căreia Hank îi face zile fripte.
- Nick Mohammed ca Dl. Love - directorul școlii în sezonul 1 și începutul sezonului 2.
- Jude Foley ca Nick McKelty - dușmanul lui Hank.
- Juliet Cowan ca Rosa Zipzer - mama lui Hank.
- Neil Fitzmaurice ca Stan Zipzer - tatăl lui Hank.
- Vincenzo Nicoli ca Papa Pete - bunicul lui Hank.
- Madeline Holliday ca Emily Zipzer - sora mai mică a lui Hank.
- Henry Winkler ca Dl. Rock - profesorul de muzică și profesorul preferat al lui Hank.
- Javone Prince ca Dl. Joy - directorul școlii în sezoanele 2 și 3.

## Dublajul în limba română
Dublajul a fost realizat de studioul Ager Film. 
Traducerea: Diana Fora

Inginer sunet: Florin Dinu 

Regie de dublaj: Radu Apostol 

- Răzvan Gogan - Hank
- Denis Nadolu - Frankie
- Bianca Gheorghe - Ashley (sezonul 1)
- Jennifer Dumitrașcu - Ashley (sezoanele 2-3)
- Mădălina Grigore - Ashley (ultimele 3 episoade din sezonul 3)
- Mioara Curechian - Domnișoara Adolf
- Gheorghe Ifrim - Domnul Love
- Nicolae Adetu - McKelty
- Isabela Neamțu - Rosa
- Cristian Simion - Stan
- Constantin Bărbulescu - Papa Pete
- Anedis Mihalache - Emily
- Mihai Niculescu - Domnul Rock
- Răzvan Georgescu - Domnul Joy
- Maria Obretin - Domnișoara Adolf (episodul 13 și cântând la sfârșitul episodului 12)
- Tomi Cristin - Mick McKelty (sezoanele 1-2)
- Viorel Ionescu - Mick McKelty (sezonul 3)
- Andra Gogan - Alte voci
- Annemary Ziegler - Alte voci